# Elecciones legislativas de Argentina de 2005
Las elecciones legislativas de Argentina de 2005 se llevaron a cabo el 23 de octubre de 2005. En estos comicios se renovó la mitad de los diputados nacionales (127) y un tercio de los senadores (24). Los electos asumieron sus cargos el 10 de diciembre de 2005. El Senado se renueva por tercios cada dos años, con lo cual corresponde que 8 provincias elijan senadores nacionales en cada fecha de elecciones. Además, se votó para elegir 400 legisladores provinciales en trece provincias, y 55 intendentes en un total de ocho provincias. Todo esto, a lo cual se suman 3.738 autoridades municipales que se eligen en dieciséis provincias, arroja un total de 4.344 cargos en disputa.
Un caso particular lo constituyó la provincia de Corrientes, en la cual se desdoblaron los comicios. En esta provincia, se eligió gobernador y vice (así como también intendentes, viceintendentes y concejales en varios municipios) el 2 de octubre, mientras que los restantes cargos en juego se dirimieron el 23 del mismo mes, junto con el resto del país.
La campaña comenzó a mediados de junio de 2005, y las internas abiertas y obligatorias se realizaron el 7 de agosto de 2005 según una ley aprobada en 2002 pero que sólo se aplica a partir de este año. Sin embargo el sistema fue un relativo fracaso ya que el partido mayoritario (PJ) no presentó precandidatos sino que prefirió presentarse dividido en varios frentes electorales, mientras que otros partidos prefirieron presentar listas únicas. Los únicos partidos que se presentaron a internas fueron la Unión Cívica Radical (UCR) y el Partido Socialista (PS).

## Cambio de partidos
Entre 2003 y 2005 varios diputados electos cambiaron de partido.
| Provincia       | Diputado                      | Partido anterior | Partido anterior             | Partido nuevo | Partido nuevo           |
| --------------- | ----------------------------- | ---------------- | ---------------------------- | ------------- | ----------------------- |
| Buenos Aires    | Adriana Elsa Coirini          |                  | Partido Justicialista        |               | Peronismo Federal       |
| Buenos Aires    | Eduardo Camaño                |                  | Partido Justicialista        |               | Peronismo Federal       |
| Buenos Aires    | Carlos Ruckauf                |                  | Partido Justicialista        |               | Peronismo Federal       |
| Buenos Aires    | Graciela Camaño               |                  | Partido Justicialista        |               | Peronismo Federal       |
| Buenos Aires    | Alfredo Atanasof              |                  | Partido Justicialista        |               | Peronismo Federal       |
| Buenos Aires    | José María Díaz Bancalari     |                  | Partido Justicialista        |               | Peronismo Federal       |
| Buenos Aires    | María Nélida Doga             |                  | Partido Justicialista        |               | Peronismo Federal       |
| Buenos Aires    | Juan José Álvarez             |                  | Partido Justicialista        |               | Peronismo Federal       |
| Buenos Aires    | Gustavo Enrique Ferri         |                  | Partido Justicialista        |               | Peronismo Federal       |
| Buenos Aires    | Aníbal Jesús Stella           |                  | Partido Justicialista        |               | Peronismo Federal       |
| Buenos Aires    | Jorge Alberto Landau          |                  | Partido Justicialista        |               | Peronismo Federal       |
| Buenos Aires    | Hugo David Toledo             |                  | Partido Justicialista        |               | Peronismo Federal       |
| Buenos Aires    | Rosa Ester Tulio              |                  | Partido Justicialista        |               | Peronismo Federal       |
| Buenos Aires    | Oscar Jorge di Landro         |                  | Partido Justicialista        |               | Peronismo Federal       |
| Buenos Aires    | Óscar Ernesto Rodríguez       |                  | Partido Justicialista        |               | Peronismo Federal       |
| Buenos Aires    | Nora Alicia Chiacchio         |                  | Partido Justicialista        |               | Peronismo Federal       |
| Buenos Aires    | Lilia Estrella Marina Cassese |                  | Partido Justicialista        |               | Peronismo Federal       |
| Buenos Aires    | Elda Susana Agüero            |                  | Partido Justicialista        |               | Peronismo Federal       |
| Buenos Aires    | Mirta Pérez                   |                  | Frente Popular Bonaerense    |               | Peronismo Federal       |
| Buenos Aires    | Isabel Amanda Artola          |                  | Frente Popular Bonaerense    |               | Frente para la Victoria |
| Buenos Aires    | Jorge Antonio Garrido Arceo   |                  | Frente Popular Bonaerense    |               | Frente para la Victoria |
| Capital Federal | Lucrecia Monti                |                  | Partido Justicialista        |               | Peronismo Federal       |
| Capital Federal | Cristian Ritondo              |                  | Partido Justicialista        |               | Peronismo Federal       |
| Capital Federal | Juliana Isabel Marino         |                  | Fuerza Porteña               |               | Frente para la Victoria |
| Capital Federal | Marta Susana de Brasi         |                  | Autodeterminación y Libertad |               | Frente para la Victoria |
| Capital Federal | Silvana Myriam Giudici        |                  | Partido de la Ciudad         |               | Unión Cívica Radical    |
| Capital Federal | Hugo Martini                  |                  | Recrear para el Crecimiento  |               | Propuesta Republicana   |
| Córdoba         | Ana Lisa Rita Richter         |                  | Frente Cívico de Córdoba     |               | Frente para la Victoria |
| La Pampa        | Santiago Ferrigno Obarrio     |                  | Unión Cívica Radical         |               | Frente para la Victoria |
| La Rioja        | Eduardo Adrián Menem          |                  | Partido Justicialista        |               | Peronismo Federal       |
| La Rioja        | Alejandra Beatriz Oviedo      |                  | Partido Justicialista        |               | Peronismo Federal       |
| Misiones        | Stella Maris Peso             |                  | Partido Justicialista        |               | Peronismo Federal       |
| San Juan        | Guillermo Francisco Baigorrí  |                  | Partido Justicialista        |               | Peronismo Federal       |
| San Luis        | María Alicia Lemme            |                  | Partido Justicialista        |               | Peronismo Federal       |
| Tucumán         | Esteban Eduardo Jerez         |                  | Recrear para el Crecimiento  |               | Propuesta Republicana   |

## Cargos a elegir
| Provincia              | Cámara de Diputados | Cámara de Diputados | Senado    | Senado    |
| Provincia              | Diputados           | A renovar           | Senadores | A renovar |
| ---------------------- | ------------------- | ------------------- | --------- | --------- |
| Buenos Aires           | 70                  | 35                  | 3         | 3         |
| Ciudad de Buenos Aires | 25                  | 13                  | 3         | —         |
| Catamarca              | 5                   | 3                   | 3         | —         |
| Chaco                  | 7                   | 4                   | 3         | —         |
| Chubut                 | 5                   | 2                   | 3         | —         |
| Córdoba                | 18                  | 9                   | 3         | —         |
| Corrientes             | 7                   | 3                   | 3         | —         |
| Entre Ríos             | 9                   | 5                   | 3         | —         |
| Formosa                | 5                   | 2                   | 3         | 3         |
| Jujuy                  | 6                   | 3                   | 3         | 3         |
| La Pampa               | 5                   | 3                   | 3         | —         |
| La Rioja               | 5                   | 2                   | 3         | 3         |
| Mendoza                | 10                  | 5                   | 3         | —         |
| Misiones               | 7                   | 3                   | 3         | 3         |
| Neuquén                | 5                   | 3                   | 3         | —         |
| Río Negro              | 5                   | 2                   | 3         | —         |
| Salta                  | 7                   | 3                   | 3         | —         |
| San Juan               | 6                   | 3                   | 3         | 3         |
| San Luis               | 5                   | 3                   | 3         | 3         |
| Santa Cruz             | 5                   | 3                   | 3         | 3         |
| Santa Fe               | 19                  | 9                   | 3         | —         |
| Santiago del Estero    | 7                   | 3                   | 3         | —         |
| Tierra del Fuego       | 5                   | 2                   | 3         | —         |
| Tucumán                | 9                   | 4                   | 3         | —         |
| Total                  | 257                 | 127                 | 72        | 24        |

## Desarrollo

### Provincia de Buenos Aires

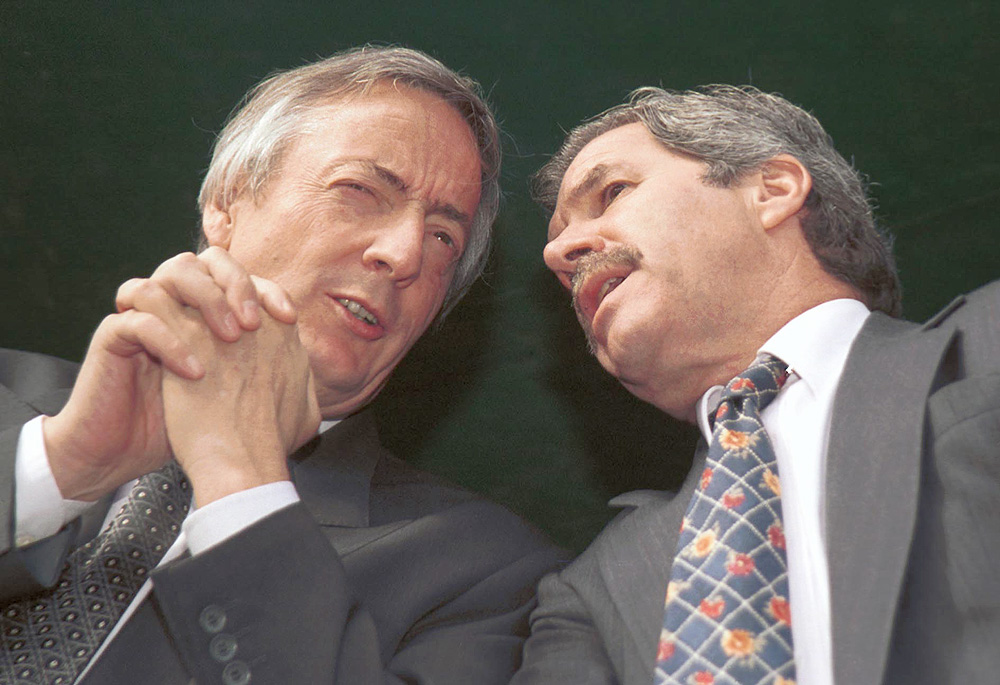
Néstor Kirchner y Felipe Solá.

Por varios meses, los sectores duhaldista y kirchnerista del PJ discutieron fuertemente la integración de una lista única partidaria, en el marco de la pelea entre Eduardo Duhalde y el gobernador provincial Felipe Solá (aliado con Kirchner por el control del PJ bonaerense). Finalmente, cada sector concurrió por su cuenta: el sector del expresidente Duhalde con el lema oficial del partido, y los partidarios del presidente Kirchner en una coalición denominada Frente para la Victoria. Resulta un hecho curioso que las listas de candidatos al Senado nacional fueran encabezadas, en cada caso, por las esposas de ambos líderes; sin embargo, ambas cuentan con una larga trayectoria política propia. Otro desprendimiento del PJ, la Alianza Frente Popular, nucleó a sectores de la derecha justicialista, encabezados por Carlos Saúl Menem y Adolfo Rodríguez Saá y obtuvo un resultado exiguo (alrededor del 0,3% de los votos).
Las elecciones en este distrito resultaron en un triunfo amplio de los partidarios del presidente Kirchner, que obtuvieron las dos bancas senatoriales correspondientes a la mayoría, y 18 escaños de diputados nacionales.

### Provincia de Santa Fe
La formación de las listas para diputados en Santa Fe trajo controversia en todos los partidos. El Partido Socialista, convencido de que para vencer al justicialismo se hace necesario un frente con la UCR, logró la formación del Frente Progresista. La elección de los dos candidatos radicales se vio teñida de controversia debido a denuncias de pago de coimas en la Convención de ese partido para asegurar la postulación de los candidatos. En el justicialismo, la búsqueda de un candidato que pueda pelear en Rosario, fue muy dificultosa. La persistente negativa de la vicegobernadora María Eugenia Bielsa, luego del ministro de Justicia de la Nación, Horacio Rosatti, del intendente de Rafaela, Perotti, entre otros, dejó al PJ sin candidatos, de forma que el cierre de listas en Santa Fe tuvo que ser postergado. Finalmente el candidato elegido fue Agustín Oscar Rossi, perteneciente al Partido Justicialista, en ese momento, Presidente del Consejo Deliberante de la ciudad de Rosario.

### Provincia de Tierra del Fuego
Al igual que en muchas otras provincias, el final de campaña en Tierra del Fuego no estuvo exento de polémicas. Medios de prensa y buena parte de la oposición señalaron que el ministro de Planificación Federal Julio De Vido (uno de los hombres más cercanos al presidente Néstor Kirchner) incumplió el Código Nacional Electoral al anunciar el 18 de octubre una serie de obras públicas por un monto cercano a los 500 millones de pesos, es decir cerca de 170 millones de dólares.
El Código Nacional Electoral prohíbe "durante los siete días anteriores a la fecha fijada para la celebración de los comicios, la realización de actos inaugurales de obras públicas, el lanzamiento o promoción de planes, proyectos o programas de alcance colectivo y, en general, la realización de todo acto de gobierno que pueda promover la captación del sufragio a favor de cualquiera de los candidatos a cargos públicos electivos nacionales". En el momento de efectuar las declaraciones, De Vido se encontraba acompañado por la candidata a diputada por el oficialista Frente para la Victoria Rosana Bertone, lo cual motivó la radicación de una demanda al juez federal de Ushuaia por parte del apoderado del Partido Unión y Libertad, Oscar Melana.

## Resultados generales

### Cámara de Diputados
|  | 28,75 % |

|  | 3,08 % |

|  | 2,18 % |

|  | 1,11 % |

|  | 1,09 % |

|  | 0,90 % |

|  | 0,74 % |

|  | 0,36 % |

|  | 0,33 % |

|  | 0,13 % |

|  | 0,07 % |

|  | 38,74 % |

|  | 5,30 % |

|  | 1,63 % |

|  | 1,57 % |

|  | 1,49 % |

|  | 0,58 % |

|  | 0,44 % |

|  | 0,44 % |

|  | 0,28 % |

|  | 0,07 % |

|  | 0,07 % |

|  | 11,80 % |

|  | 5,79 % |

|  | 0,85 % |

|  | 0,56 % |

|  | 0,35 % |

|  | 0,28 % |

|  | 0,26 % |

|  | 8,09 % |

|  | 7,04 % |

|  | 0,46 % |

|  | 0,29 % |

|  | 0,13 % |

|  | 0,07 % |

|  | 8,00 % |

|  | 6,35 % |

|  | 0,66 % |

|  | 0,42 % |

|  | 7,44 % |

|  | 3,67 % |

|  | 1,51 % |

|  | 5,18 % |

|  | 2,29 % |

|  | 0,87 % |

|  | 0,60 % |

|  | 0,44 % |

|  | 0,08 % |

|  | 0,06 % |

|  | 0,05 % |

|  | 0,03 % |

|  | 2,12 % |

|  | 2,02 % |

|  | 1,32 % |

|  | 0,03 % |

|  | 1,36 % |

|  | 0,95 % |

|  | 0,31 % |

|  | 0,05 % |

|  | 1,30 % |

|  | 1,10 % |

|  | 0,65 % |

|  | 0,13 % |

|  | 0,03 % |

|  | 0,02 % |

|  | 0,84 % |

|  | 0,78 % |

|  | 0,58 % |

|  | 0,50 % |

|  | 0,26 % |

|  | 0,20 % |

|  | 0,45 % |

|  | 0,37 % |

|  | 0,36 % |

|  | 0,33 % |

|  | 0,02 % |

|  | 0,35 % |

|  | 0,35 % |

|  | 0,32 % |

|  | 0,29 % |

|  | 0,28 % |

|  | 0,27 % |

|  | 0,24 % |

|  | 0,24 % |

|  | 0,24 % |

|  | 0,21 % |

|  | 0,20 % |

|  | 0,20 % |

|  | 0,19 % |

|  | 0,16 % |

|  | 0,01 % |

|  | 0,18 % |

|  | 0,17 % |

|  | 0,16 % |

|  | 0,16 % |

|  | 0,15 % |

|  | 0,14 % |

|  | 0,14 % |

|  | 0,13 % |

|  | 0,12 % |

|  | 0,12 % |

|  | 0,11 % |

|  | 0,11 % |

|  | 0,10 % |

|  | 0,08 % |

|  | 0,08 % |

|  | 0,07 % |

|  | 0,06 % |

|  | 0,06 % |

|  | 0,06 % |

|  | 0,05 % |

|  | 0,05 % |

|  | 0,05 % |

|  | 0,05 % |

|  | 0,05 % |

|  | 0,05 % |

|  | 0,04 % |

|  | 0,04 % |

|  | 0,04 % |

|  | 0,04 % |

|  | 0,04 % |

|  | 0,04 % |

|  | 0,04 % |

|  | 0,03 % |

|  | 0,03 % |

|  | 0,03 % |

|  | 0,03 % |

|  | 0,03 % |

|  | 0,02 % |

|  | 0,02 % |

|  | 0,02 % |

|  | 0,02 % |

|  | 0,02 % |

|  | 0,02 % |

|  | 0,02 % |

|  | 0,02 % |

|  | 0,02 % |

|  | 0,02 % |

|  | 0,01 % |

|  | 0,01 % |

|  | 0,01 % |

|  | 0,01 % |

|  | 0,01 % |

|  | 0,01 % |

|  | 0,01 % |

|  | 0,01 % |

|  | 0,01 % |

|  | 0,01 % |

|  | 0,01 % |

|  | 0,01 % |

|  | 0,01 % |

|  | 0,00 % |

|  | 0,00 % |

|  | 0,00 % |

|  | 89,98 % |

|  | 7,65 % |

|  | 2,37 % |

|  | 73,33 % |

|  | 100 % |

### Senado
|  | 42,72 % |

|  | 1,39 % |

|  | 0,95 % |

|  | 0,28 % |

|  | 0,08 % |

|  | 45,42 % |

|  | 17,90 % |

|  | 0,89 % |

|  | 0,72 % |

|  | 19,51 % |

|  | 7,44 % |

|  | 0,96 % |

|  | 0,56 % |

|  | 0,14 % |

|  | 9,10 % |

|  | 6,97 % |

|  | 6,17 % |

|  | 2,28 % |

|  | 1,15 % |

|  | 0,09 % |

|  | 0,07 % |

|  | 2,29 % |

|  | 1,67 % |

|  | 1,41 % |

|  | 1,22 % |

|  | 0,09 % |

|  | 1,31 % |

|  | 0,48 % |

|  | 0,03 % |

|  | 0,52 % |

|  | 0,26 % |

|  | 0,21 % |

|  | 0,47 % |

|  | 0,36 % |

|  | 0,34 % |

|  | 0,27 % |

|  | 0,26 % |

|  | 0,25 % |

|  | 0,23 % |

|  | 0,17 % |

|  | 0,15 % |

|  | 0,14 % |

|  | 0,13 % |

|  | 0,11 % |

|  | 0,10 % |

|  | 0,09 % |

|  | 0,07 % |

|  | 0,06 % |

|  | 0,04 % |

|  | 0,03 % |

|  | 0,03 % |

|  | 0,03 % |

|  | 0,02 % |

|  | 0,01 % |

|  | 89,40 % |

|  | 8,98 % |

|  | 1,63 % |

|  | 76,41 % |

|  | 100 % |

## Resultados por provincia

### Cámara de Diputados
|  | 43,04 % |

|  | 15,17 % |

|  | 8,77 % |

|  | 7,92 % |

|  | 6,99 % |

|  | 6,00 % |

|  | 2,04 % |

|  | 1,71 % |

|  | 1,51 % |

|  | 1,49 % |

|  | 1,32 % |

|  | 0,64 % |

|  | 0,61 % |

|  | 0,43 % |

|  | 0,42 % |

|  | 0,34 % |

|  | 0,33 % |

|  | 0,32 % |

|  | 0,32 % |

|  | 0,29 % |

|  | 0,18 % |

|  | 0,13 % |

|  | 0,01 % |

|  | 0,01 % |

|  | 0,01 % |

|  | 87,50 % |

|  | 11,01 % |

|  | 1,48 % |

|  | 77,40 % |

|  | 100 % |

|  | 34,09 % |

|  | 22,01 % |

|  | 20,49 % |

|  | 4,47 % |

|  | 3,53 % |

|  | 2,27 % |

|  | 2,23 % |

|  | 2,01 % |

|  | 1,88 % |

|  | 0,93 % |

|  | 0,80 % |

|  | 0,69 % |

|  | 0,56 % |

|  | 0,54 % |

|  | 0,52 % |

|  | 0,48 % |

|  | 0,36 % |

|  | 0,32 % |

|  | 0,28 % |

|  | 0,27 % |

|  | 0,23 % |

|  | 0,22 % |

|  | 0,19 % |

|  | 0,19 % |

|  | 0,13 % |

|  | 0,12 % |

|  | 0,09 % |

|  | 0,08 % |

|  | 0,07 % |

|  | 95,08 % |

|  | 2,59 % |

|  | 2,32 % |

|  | 72,85 % |

|  | 100 % |

|  | 35,63 % |

|  | 33,18 % |

|  | 27,18 % |

|  | 1,61 % |

|  | 1,32 % |

|  | 1,08 % |

|  | 95,79 % |

|  | 2,38 % |

|  | 1,83 % |

|  | 68,93 % |

|  | 100 % |

|  | 56,61 % |

|  | 29,87 % |

|  | 4,82 % |

|  | 3,52 % |

|  | 1,47 % |

|  | 1,32 % |

|  | 0,89 % |

|  | 0,74 % |

|  | 0,60 % |

|  | 0,22 % |

|  | 96,87 % |

|  | 1,96 % |

|  | 1,17 % |

|  | 73,45 % |

|  | 100 % |

|  | 51,85 % |

|  | 23,67 % |

|  | 13,20 % |

|  | 5,47 % |

|  | 3,09 % |

|  | 2,03 % |

|  | 0,69 % |

|  | 92,63 % |

|  | 2,28 % |

|  | 5,08 % |

|  | 74,59 % |

|  | 100 % |

|  | 37,76 % |

|  | 24,84 % |

|  | 18,50 % |

|  | 3,57 % |

|  | 3,29 % |

|  | 3,09 % |

|  | 1,81 % |

|  | 1,42 % |

|  | 1,32 % |

|  | 1,29 % |

|  | 1,27 % |

|  | 1,00 % |

|  | 0,49 % |

|  | 0,35 % |

|  | 91,53 % |

|  | 4,29 % |

|  | 4,18 % |

|  | 66,72 % |

|  | 100 % |

|  | 33,06 % |

|  | 13,64 % |

|  | 12,30 % |

|  | 4,55 % |

|  | 2,83 % |

|  | 2,48 % |

|  | 2,31 % |

|  | 1,59 % |

|  | 0,00 % |

|  | 72,76 % |

|  | 7,10 % |

|  | 2,74 % |

|  | 2,01 % |

|  | 1,74 % |

|  | 1,66 % |

|  | 0,45 % |

|  | 15,70 % |

|  | 4,94 % |

|  | 0,74 % |

|  | 0,22 % |

|  | 0,18 % |

|  | 0,11 % |

|  | 6,19 % |

|  | 1,98 % |

|  | 0,94 % |

|  | 0,23 % |

|  | 0,23 % |

|  | 1,40 % |

|  | 1,04 % |

|  | 0,58 % |

|  | 0,36 % |

|  | 95,20 % |

|  | 3,35 % |

|  | 1,46 % |

|  | 64,87 % |

|  | 100 % |

|  | 45,95 % |

|  | 21,78 % |

|  | 14,01 % |

|  | 6,79 % |

|  | 3,82 % |

|  | 3,03 % |

|  | 2,89 % |

|  | 1,72 % |

|  | 91,93 % |

|  | 3,63 % |

|  | 4,44 % |

|  | 73,91 % |

|  | 100 % |

|  | 61,83 % |

|  | 26,95 % |

|  | 5,48 % |

|  | 2,23 % |

|  | 1,35 % |

|  | 1,12 % |

|  | 1,04 % |

|  | 91,32 % |

|  | 7,21 % |

|  | 1,47 % |

|  | 69,70 % |

|  | 100 % |

|  | 48,09 % |

|  | 30,16 % |

|  | 8,91 % |

|  | 4,41 % |

|  | 1,86 % |

|  | 1,83 % |

|  | 1,55 % |

|  | 1,14 % |

|  | 1,05 % |

|  | 1,00 % |

|  | 88,82 % |

|  | 9,37 % |

|  | 1,82 % |

|  | 72,21 % |

|  | 100 % |

|  | 34,92 % |

|  | 31,27 % |

|  | 13,94 % |

|  | 8,67 % |

|  | 6,63 % |

|  | 4,57 % |

|  | 93,13 % |

|  | 2,88 % |

|  | 3,99 % |

|  | 75,51 % |

|  | 100 % |

|  | 55,35 % |

|  | 35,39 % |

|  | 6,25 % |

|  | 2,40 % |

|  | 0,60 % |

|  | 86,94 % |

|  | 11,50 % |

|  | 1,56 % |

|  | 78,66 % |

|  | 100 % |

|  | 38,12 % |

|  | 2,11 % |

|  | 0,97 % |

|  | 35,36 % |

|  | 21,55 % |

|  | 3,43 % |

|  | 1,35 % |

|  | 26,33 % |

|  | 12,83 % |

|  | 2,83 % |

|  | 15,66 % |

|  | 10,78 % |

|  | 5,01 % |

|  | 1,91 % |

|  | 1,24 % |

|  | 1,16 % |

|  | 0,96 % |

|  | 0,95 % |

|  | 0,73 % |

|  | 89,59 % |

|  | 5,14 % |

|  | 5,27 % |

|  | 74,43 % |

|  | 100 % |

|  | 46,47 % |

|  | 27,53 % |

|  | 11,58 % |

|  | 6,35 % |

|  | 1,67 % |

|  | 1,60 % |

|  | 1,57 % |

|  | 1,42 % |

|  | 1,03 % |

|  | 0,78 % |

|  | 90,33 % |

|  | 7,96 % |

|  | 1,71 % |

|  | 71,91 % |

|  | 100 % |

|  | 49,33 % |

|  | 35,46 % |

|  | 4,60 % |

|  | 3,69 % |

|  | 3,63 % |

|  | 3,29 % |

|  | 66,95 % |

|  | 29,81 % |

|  | 3,24 % |

|  | 76,36 % |

|  | 100 % |

|  | 43,34 % |

|  | 38,68 % |

|  | 6,61 % |

|  | 4,15 % |

|  | 3,10 % |

|  | 2,25 % |

|  | 1,86 % |

|  | 93,94 % |

|  | 2,16 % |

|  | 3,90 % |

|  | 73,94 % |

|  | 100 % |

|  | 36,25 % |

|  | 23,55 % |

|  | 11,34 % |

|  | 10,80 % |

|  | 8,09 % |

|  | 2,42 % |

|  | 1,43 % |

|  | 1,32 % |

|  | 1,30 % |

|  | 1,21 % |

|  | 1,13 % |

|  | 0,51 % |

|  | 0,46 % |

|  | 0,21 % |

|  | 91,33 % |

|  | 7,04 % |

|  | 1,62 % |

|  | 66,15 % |

|  | 100 % |

|  | 46,16 % |

|  | 21,45 % |

|  | 10,09 % |

|  | 7,76 % |

|  | 7,02 % |

|  | 2,60 % |

|  | 2,08 % |

|  | 1,30 % |

|  | 0,88 % |

|  | 0,65 % |

|  | 94,21 % |

|  | 4,14 % |

|  | 1,64 % |

|  | 71,65 % |

|  | 100 % |

|  | 61,74 % |

|  | 15,90 % |

|  | 7,24 % |

|  | 3,98 % |

|  | 3,60 % |

|  | 2,18 % |

|  | 1,58 % |

|  | 1,52 % |

|  | 1,35 % |

|  | 0,53 % |

|  | 0,38 % |

|  | 86,35 % |

|  | 12,74 % |

|  | 0,91 % |

|  | 72,56 % |

|  | 100 % |

|  | 50,74 % |

|  | 27,58 % |

|  | 12,89 % |

|  | 8,79 % |

|  | 90,12 % |

|  | 6,06 % |

|  | 3,82 % |

|  | 73,33 % |

|  | 100 % |

|  | 43,05 % |

|  | 33,28 % |

|  | 6,19 % |

|  | 4,20 % |

|  | 3,31 % |

|  | 1,81 % |

|  | 1,67 % |

|  | 1,28 % |

|  | 1,15 % |

|  | 0,75 % |

|  | 0,66 % |

|  | 0,55 % |

|  | 0,45 % |

|  | 0,34 % |

|  | 0,33 % |

|  | 0,33 % |

|  | 0,23 % |

|  | 0,21 % |

|  | 0,21 % |

|  | 87,94 % |

|  | 8,89 % |

|  | 3,17 % |

|  | 74,25 % |

|  | 100 % |

|  | 71,05 % |

|  | 17,22 % |

|  | 3,50 % |

|  | 3,01 % |

|  | 2,47 % |

|  | 1,60 % |

|  | 1,15 % |

|  | 95,47 % |

|  | 2,57 % |

|  | 1,96 % |

|  | 51,82 % |

|  | 100 % |

|  | 32,89 % |

|  | 18,38 % |

|  | 18,30 % |

|  | 16,28 % |

|  | 5,44 % |

|  | 3,86 % |

|  | 3,49 % |

|  | 1,36 % |

|  | 92,68 % |

|  | 1,64 % |

|  | 5,67 % |

|  | 72,28 % |

|  | 100 % |

|  | 63,96 % |

|  | 8,41 % |

|  | 6,85 % |

|  | 6,84 % |

|  | 4,57 % |

|  | 3,35 % |

|  | 2,11 % |

|  | 1,04 % |

|  | 0,85 % |

|  | 0,74 % |

|  | 0,62 % |

|  | 0,26 % |

|  | 0,23 % |

|  | 0,16 % |

|  | 96,51 % |

|  | 1,27 % |

|  | 2,22 % |

|  | 69,02 % |

|  | 100 % |

1. ↑  Renunció el 10 de diciembre de 2007, lo reemplaza Edith Olga Llanos el 28 de febrero de 2008.
2. ↑  Renunció el 9 de diciembre de 2007, lo reemplaza Julio Rubén Ledesma el 19 de diciembre de 2007.
3. ↑  Nunca asumió, lo reemplaza Luis Francisco Jorge Cigogna el 10 de diciembre de 2005.
4. ↑  Nunca asumió, lo reemplaza María Teresa García el 10 de diciembre de 2005.
5. ↑  Renunció el 10 de diciembre de 2007, lo reemplaza Marcelo Omar Fernández el 19 de diciembre de 2007.
6. ↑  Renunció el 10 de diciembre de 2007, la reemplaza Claudia Alicia Bernazza el 19 de diciembre de 2007.
7. ↑  Renunció el 5 de septiembre de 2006, la reemplaza Lidia Lucía Naim de Ivoskus el 6 de septiembre de 2006.
8. ↑  Renunció el 10 de diciembre de 2007, lo reemplaza Marcelo Amenta el 19 de diciembre de 2007.
9. ↑  La Cámara de Diputados no le deja asumir, lo reemplaza Dante Alberto Camaño el 31 de mayo de 2006.
10. ↑  Renunció el 28 de junio de 2007, lo reemplaza Julián Obiglio el 18 de julio de 2007.
11. ↑  Falleció el 25 de enero de 2006, lo reemplaza Luis Alberto Galvalisi el 22 de febrero de 2006.
12. ↑  Renunció el 27 de marzo de 2007, la reemplaza Fernando Sánchez el 28 de marzo de 2007.
13. ↑  Renunció el 6 de noviembre de 2007, lo reemplaza Claudio Morgado el 7 de noviembre de 2007.
14. ↑  Renunció el 14 de enero de 2008, la reemplaza María Beatriz Lenz el 28 de febrero de 2008.
15. ↑  Renunció el 13 de julio de 2009, lo reemplaza Julio Piumato el 5 de agosto de 2009.
16. ↑  Renunció el 1 de agosto de 2007, lo reemplaza Margarita Beatriz Beveraggi el 8 de agosto de 2007.
17. ↑  Renunció el 1 de octubre de 2006, lo reemplaza Nancy González el 11 de octubre de 2006.
18. ↑  Renunció el 11 de diciembre de 2007, lo reemplaza Beatriz Susana Halak el 19 de diciembre de 2007.
19. ↑  Renunció el 27 de marzo de 2007, lo reemplaza Mario Rolando Ardid el 28 de marzo de 2007.
20. ↑  Renunció el 28 de noviembre de 2007, lo reemplaza José María Roldán el 4 de diciembre de 2007.
21. ↑  Renunció el 9 de diciembre de 2007, la reemplaza María de los Ángeles Petit el 19 de diciembre de 2007.
22. ↑  Renunció el 10 de diciembre de 2007, lo reemplaza Nelio Higinio Calza el 19 de diciembre de 2007.
23. ↑  Renunció el 7 de junio de 2006, la reemplaza Carmen Román el 7 de junio de 2006.
24. ↑  Renunció el 31 de marzo de 2009, lo reemplaza Beatriz Elvira Guerci el 20 de mayo de 2009.
25. ↑  Renunció el 10 de diciembre de 2007, lo reemplaza Jorge Luis Albarracín el 19 de diciembre de 2007.
26. ↑  Renunció el 6 de septiembre de 2006, la reemplaza Hugo Rodolfo Acuña el 13 de septiembre de 2006.
27. ↑  Renunció el 14 de diciembre de 2008, lo reemplaza Silvia Estela Sapag el 17 de diciembre de 2008.
28. ↑  Renunció el 4 de diciembre de 2007, lo reemplaza María Inés Diez el 4 de diciembre de 2007.
29. ↑  Renunció el 9 de mayo de 2006, lo reemplaza José Rubén Uñac el 10 de mayo de 2006. José Rubén Uñac renunció el 9 de diciembre de 2007, lo reemplaza Ernesto Segundo López el 19 de diciembre de 2007.
30. ↑  Renunció el 13 de julio de 2009, lo reemplaza Gilda Liliana Bartolucci el 5 de agosto de 2009.
31. ↑  Renunció el 9 de diciembre de 2007, lo reemplaza Elda Ramona Gerez (PS) el 19 de diciembre de 2007.
32. ↑  Renunció el 11 de diciembre de 2007, lo reemplaza María Elena Martín (PS) el 19 de diciembre de 2007.
33. ↑  Nunca asumió, lo reemplaza Ariel Raúl Armando Dalla Fontana el 10 de diciembre de 2005.

### Senado
- Buenos Aires
- Formosa
- Jujuy
- La Rioja
- Misiones
- San Juan
- San Luis
- Santa Cruz

|  | 45,77 % |

|  | 20,43 % |

|  | 8,48 % |

|  | 7,71 % |

|  | 7,63 % |

|  | 2,06 % |

|  | 1,66 % |

|  | 1,45 % |

|  | 1,37 % |

|  | 1,20 % |

|  | 0,60 % |

|  | 0,42 % |

|  | 0,33 % |

|  | 0,31 % |

|  | 0,28 % |

|  | 0,17 % |

|  | 0,13 % |

|  | 59,81 % |

|  | 28,15 % |

|  | 6,16 % |

|  | 2,42 % |

|  | 1,39 % |

|  | 1,05 % |

|  | 1,02 % |

|  | 47,27 % |

|  | 31,14 % |

|  | 9,08 % |

|  | 4,28 % |

|  | 1,80 % |

|  | 1,80 % |

|  | 1,50 % |

|  | 1,14 % |

|  | 1,02 % |

|  | 0,97 % |

|  | 51,12 % |

|  | 40,42 % |

|  | 5,42 % |

|  | 2,51 % |

|  | 0,52 % |

|  | 45,65 % |

|  | 27,82 % |

|  | 11,18 % |

|  | 7,21 % |

|  | 1,80 % |

|  | 1,58 % |

|  | 1,56 % |

|  | 1,42 % |

|  | 1,01 % |

|  | 0,76 % |

|  | 50,05 % |

|  | 26,10 % |

|  | 7,94 % |

|  | 7,61 % |

|  | 3,08 % |

|  | 2,22 % |

|  | 1,37 % |

|  | 0,93 % |

|  | 0,69 % |

|  | 62,90 % |

|  | 17,04 % |

|  | 6,59 % |

|  | 4,02 % |

|  | 3,09 % |

|  | 1,76 % |

|  | 1,50 % |

|  | 1,42 % |

|  | 1,31 % |

|  | 0,37 % |

|  | 57,96 % |

|  | 27,51 % |

|  | 7,37 % |

|  | 7,16 % |

1. ↑  Renunció el 10 de diciembre de 2007, lo reemplaza Eric Calcagno el 10 de diciembre de 2007.
2. ↑  Renunció el 5 de diciembre de 2007, lo reemplaza Eduardo Torres el 12 de diciembre de 2007.
3. ↑  Renunció el 3 de diciembre de 2007, la reemplaza Judith Forstmann el 12 de diciembre de 2007. Judith Forstmann falleció el 12 de abril de 2009, lo reemplaza Jorge Banicevich el 13 de mayo de 2009.

## Boletas en Capital Federal

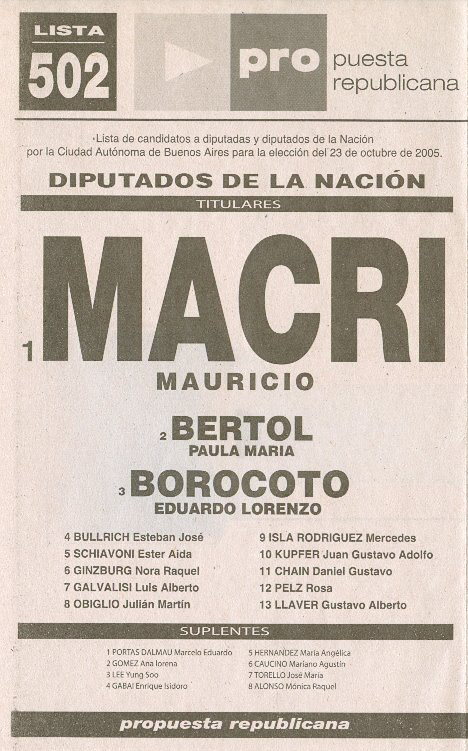
Propuesta Republicana
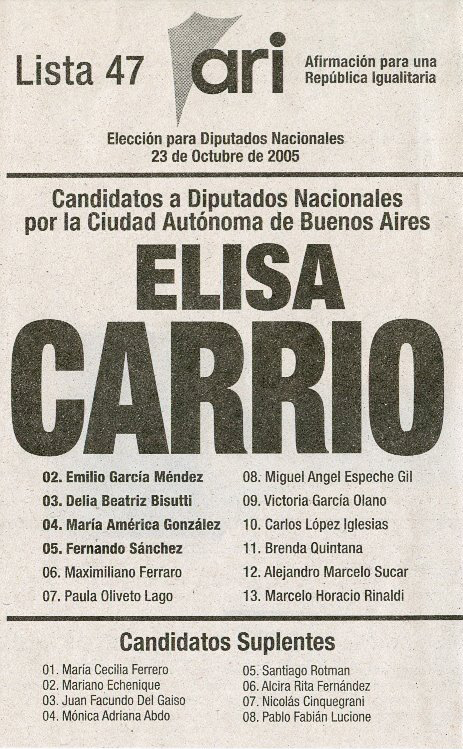
Afirmación para una República Igualitaria
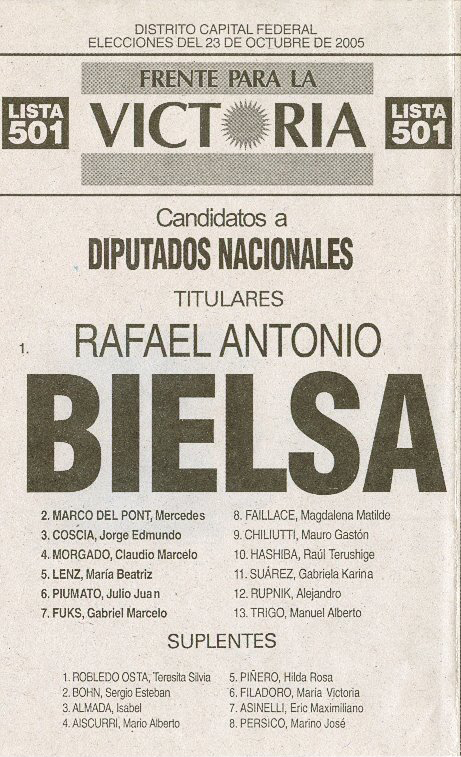
Frente para la Victoria
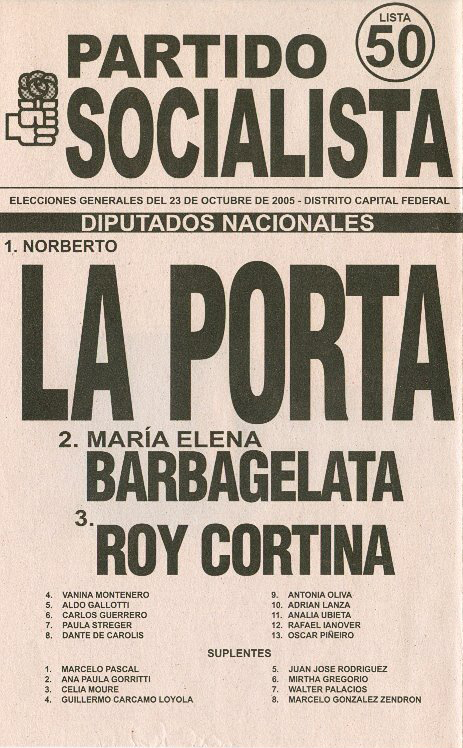
Partido Socialista
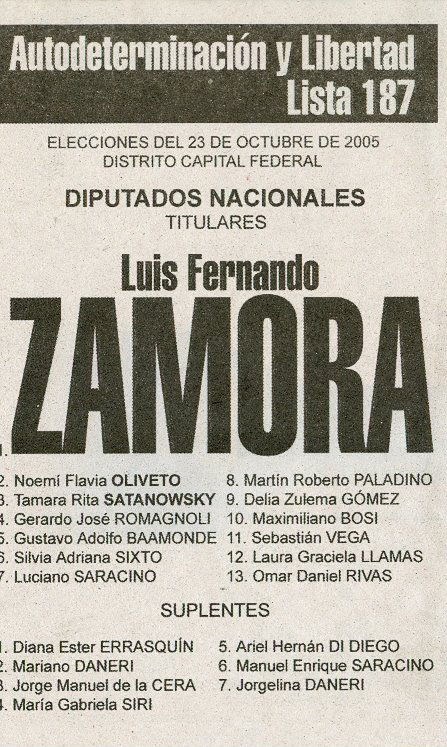
Autodeterminación y Libertad
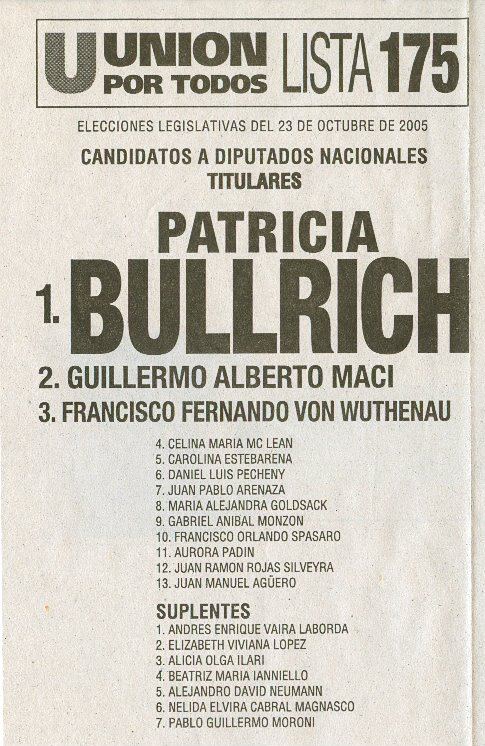
Unión por Todos
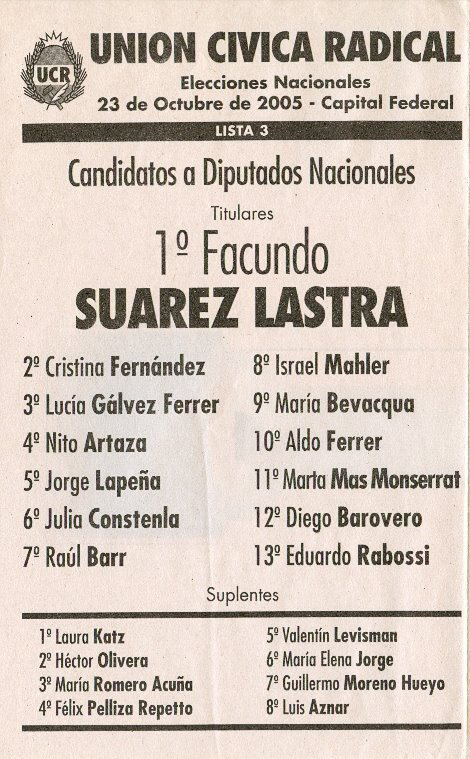
Unión Cívica Radical
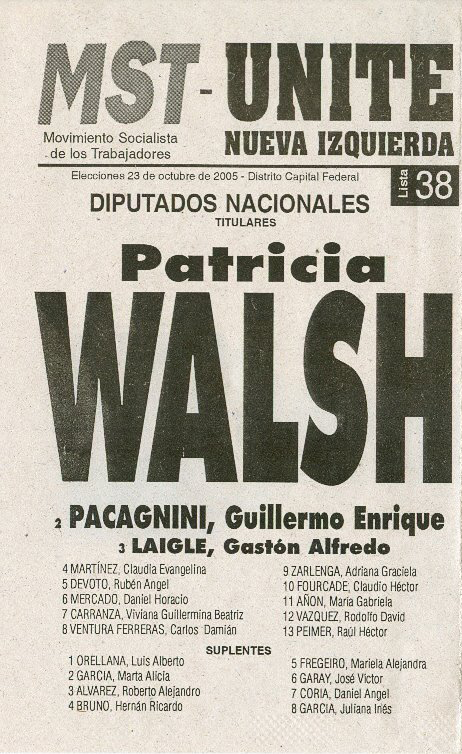
Movimiento Socialista de los Trabajadores
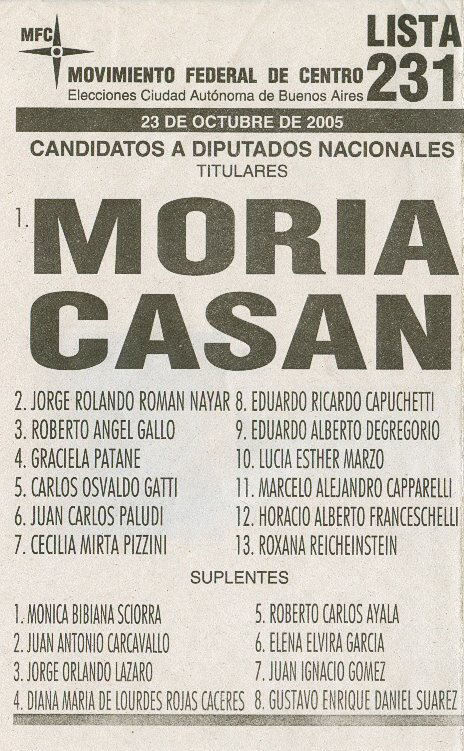
Movimiento Federal de Centro
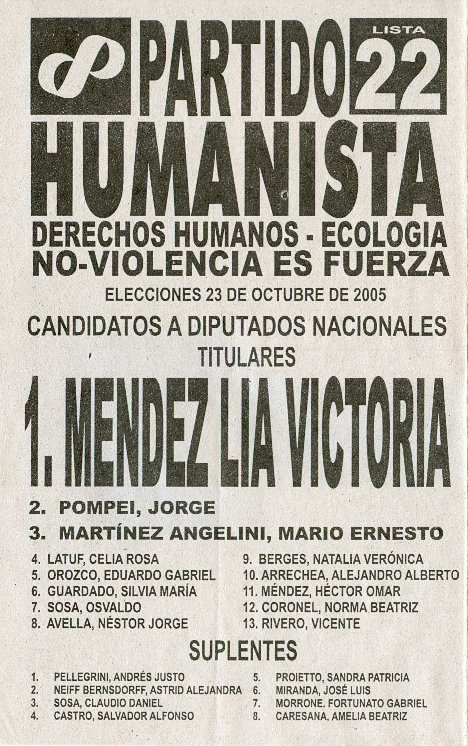
Partido Humanista
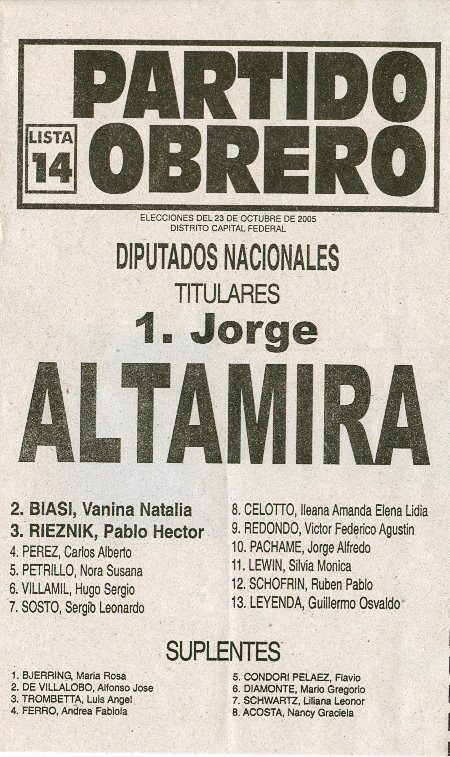
Partido Obrero
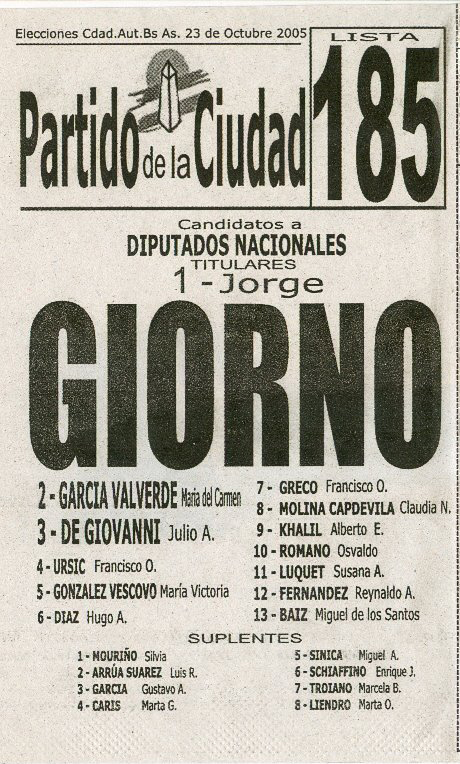
Partido de la Ciudad
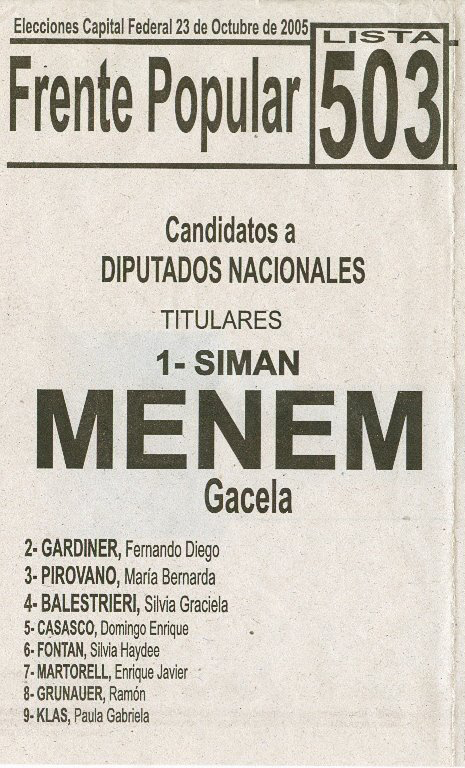
Frente Popular
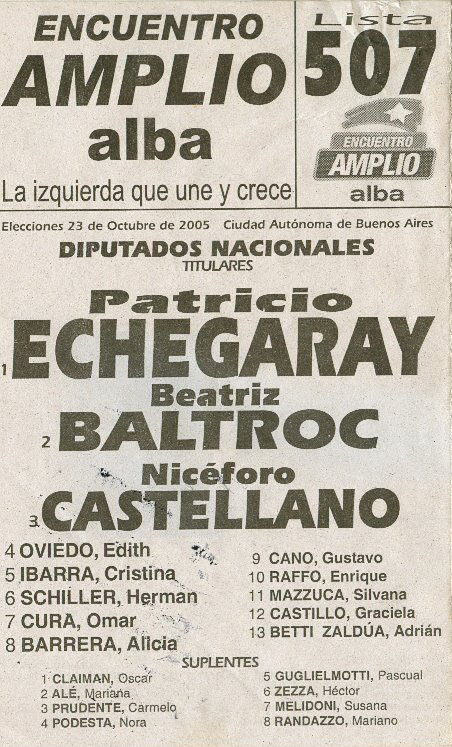
Encuentro Amplio
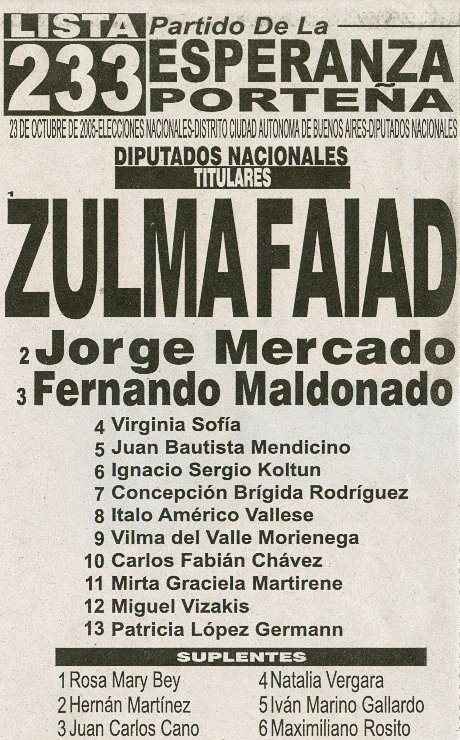
Esperanza Porteña
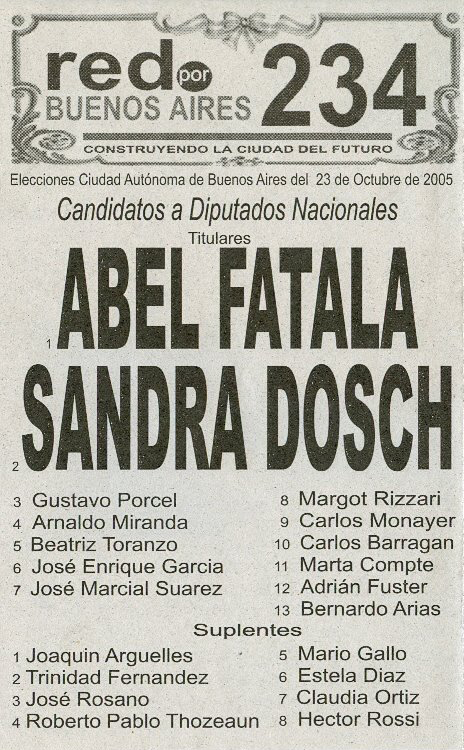
Red por Buenos Aires
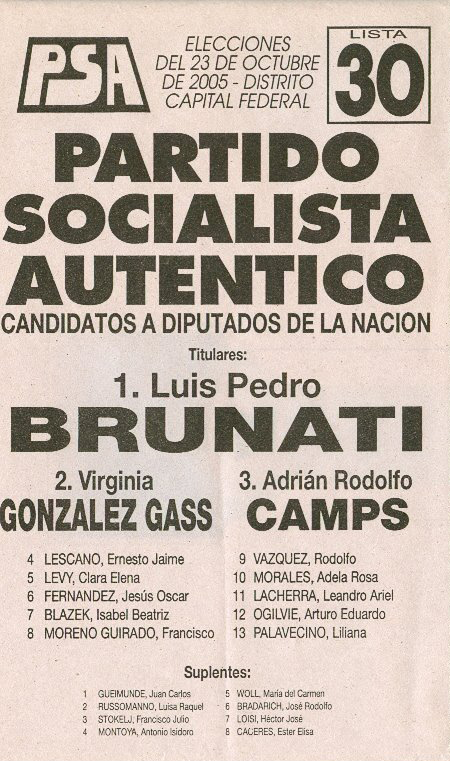
Partido Socialista Auténtico
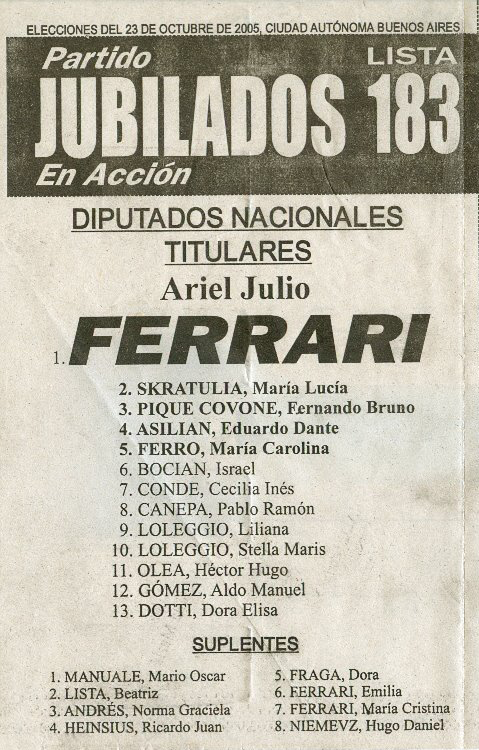
Jubilados en Acción
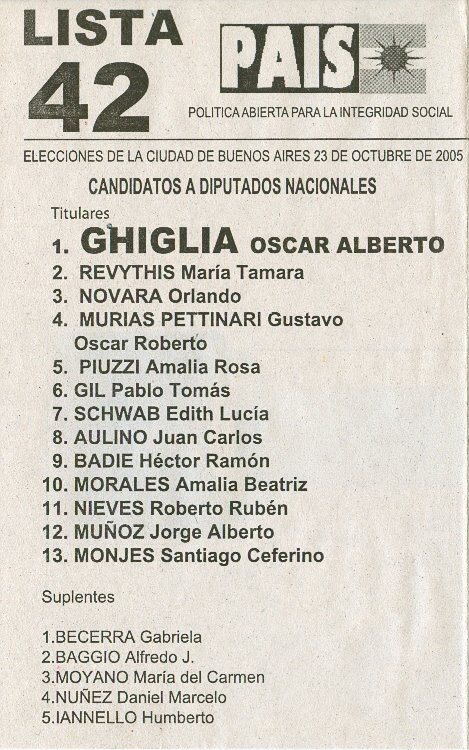
Política Abierta para la Integridad Social
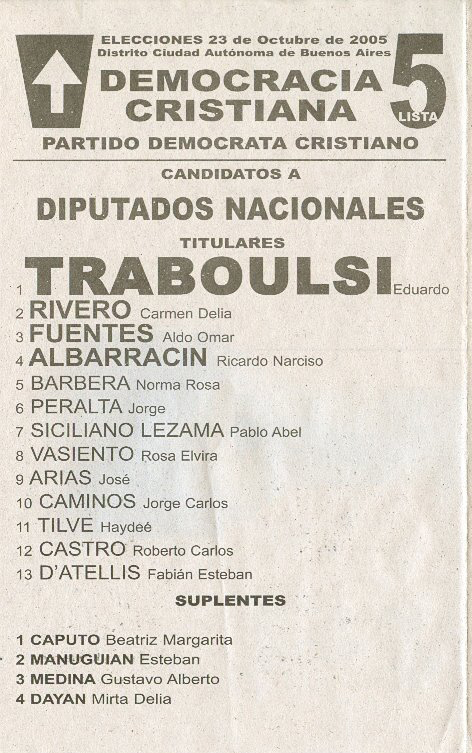
Partido Demócrata Cristiano
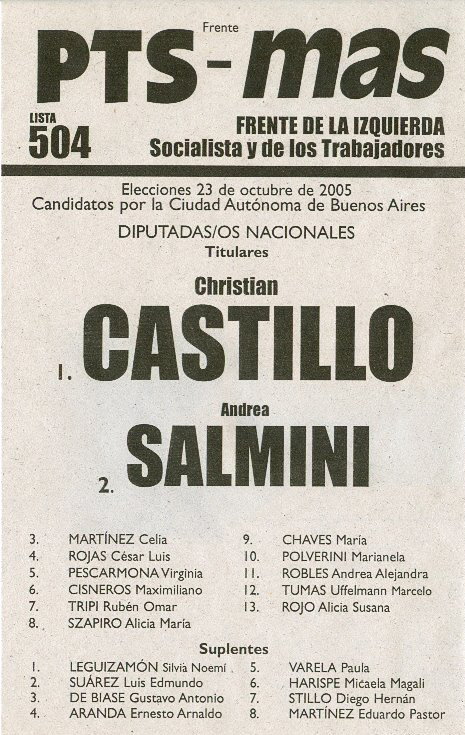
Movimiento al Socialismo-Partido de los Trabajadores Socialistas
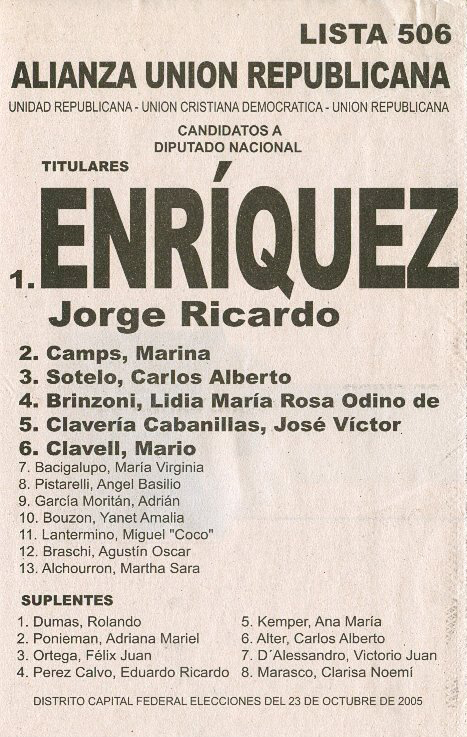
Unión Republicana
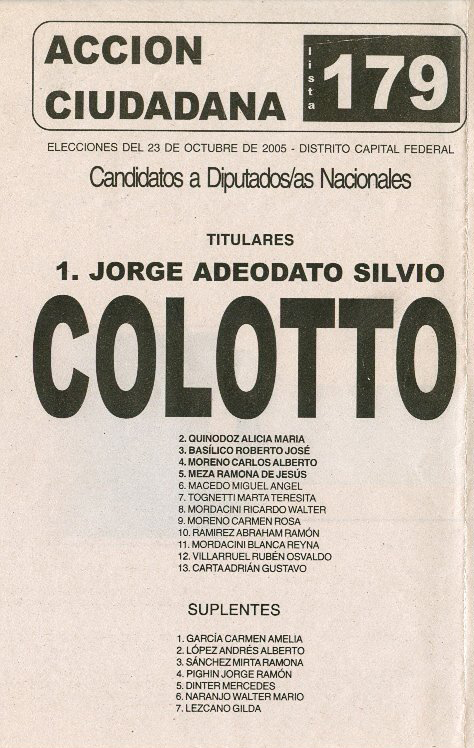
Acción Ciudadana
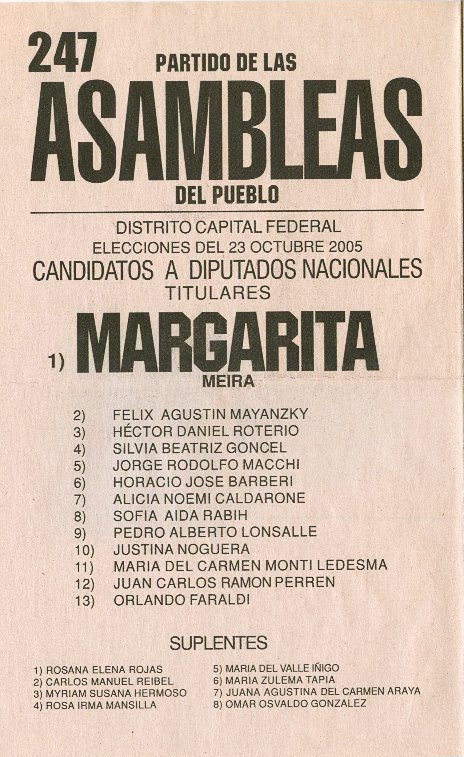
Partido de las Asambleas del Pueblo
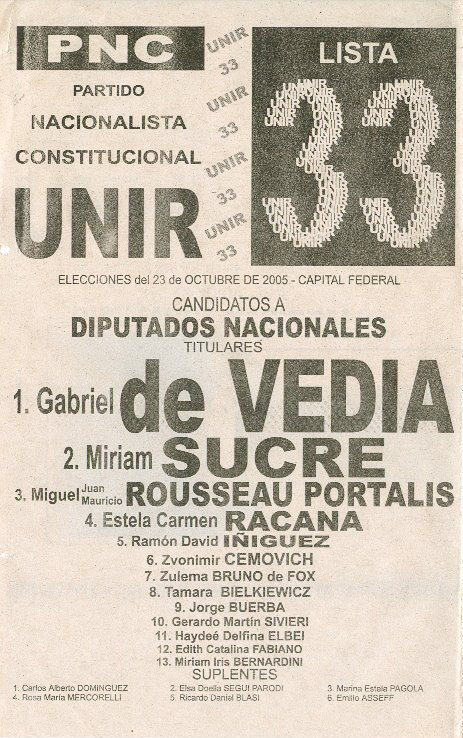
Partido Nacionalista Constitucional UNIR
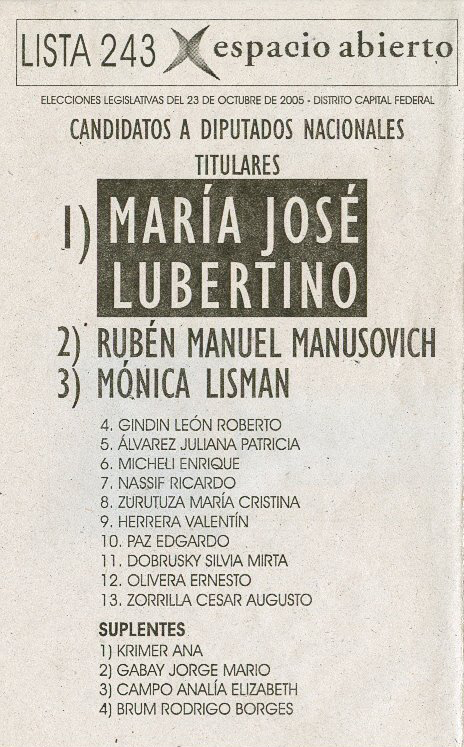
Espacio Abierto
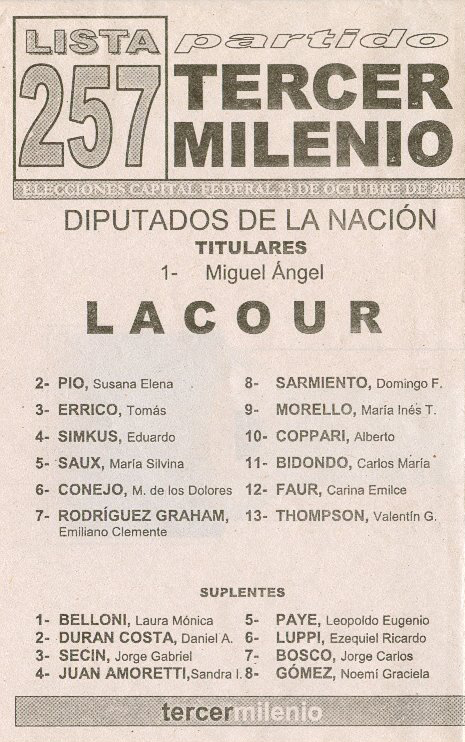
Tercer Milenio
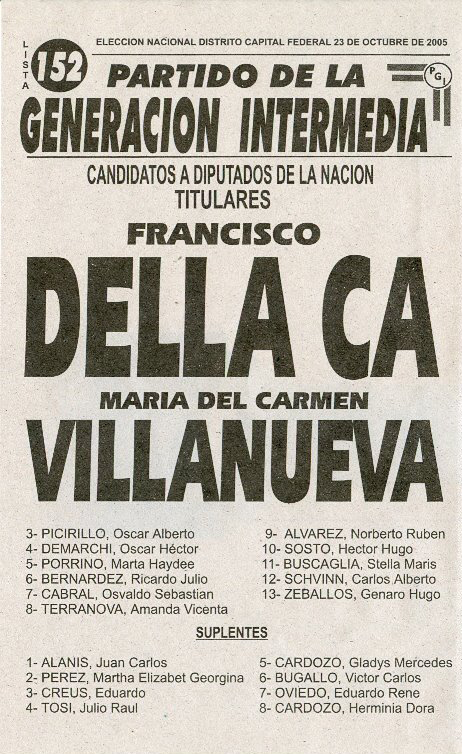
Partido de la Generación Intermedia
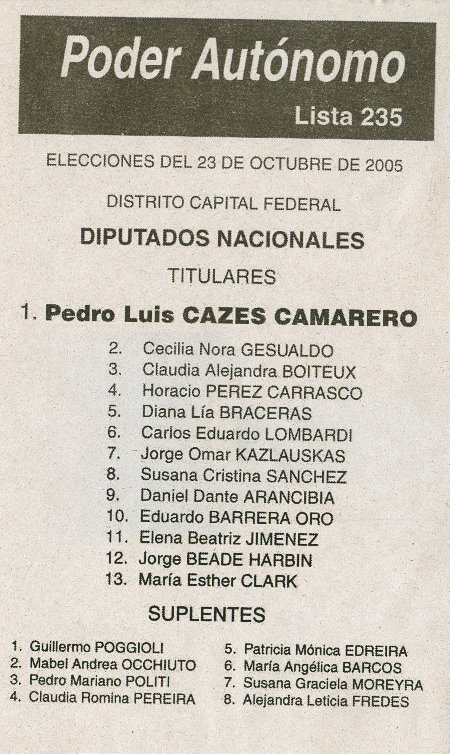
Poder Autónomo